# High Speed Packet Access
High Speed Packet Access, HSPA — Протокол високошвидкісного пакетного доступу мобільного зв'язку 3-го покоління. Забезпечує швидкий канал передачі та приймання даних з мобільного пристрою, що працює в системі UMTS.

HSPA поділяється на HSUPA для високошвидкісного каналу передачі даних з мобільного пристрою до мережі та HSDPA для високошвидкісного приймання даних з мережі на мобільний пристрій. Наступним кроком в удосконаленні технології є HSPA+.